# 石家庄地铁5号线
石家庄地铁5号线是中国河北省石家庄市在建的地铁辅助线路之一，为石家庄轨道交通二期工程一部分，呈倒L形西北半环走向，全长约19.9 km，设站19座，平均站距约1.07 km，连接西南部教育生活片区、友谊大街、石家庄北站、光华路等沿线的社区商圈，以及长安区的工业改造区，预计2027年开通。

## 历史
2022年8月获国家发展改革委批复，同年12月30日开工建设。

## 车站列表
| 宫北路 | -                        | 桥西区          | 地下（站台形式未定） | 未定 | 2027年（具体待定） |
| 红旗南大街 | 4                        | 桥西区          | 地下（站台形式未定） | 未定 | 2027年（具体待定） |
| 红旗桥 | -                        | 桥西区          | 地下（站台形式未定） | 未定 | 2027年（具体待定） |
| 新石北路 | -                        | 桥西区          | 地下（站台形式未定） | 未定 | 2027年（具体待定） |
| 建国路 | -                        | 桥西区          | 地下（站台形式未定） | 未定 | 2027年（具体待定） |
| 裕华西路 | -                        | 桥西区          | 地下（站台形式未定） | 未定 | 2027年（具体待定） |
| 和平医院 | 1                        | 桥西区          | 地下（站台形式未定） | 未定 | 2027年（具体待定） |
| 友谊公园 | -                        | 桥西区 / 新华区 | 地下（站台形式未定） | 未定 | 2027年（具体待定） |
| 合作路 | -                        | 新华区          | 地下（站台形式未定） | 未定 | 2027年（具体待定） |
| 和平西路 | -                        | 新华区          | 地下（站台形式未定） | 未定 | 2027年（具体待定） |
| 火车北站 | 石家庄北站（停运改造中） | 新华区          | 地下（站台形式未定） | 未定 | 2027年（具体待定） |
| 市庄 | 3                        | 新华区          | 地下（站台形式未定） | 未定 | 2027年（具体待定） |
| 北新街 | -                        | 新华区          | 地下（站台形式未定） | 未定 | 2027年（具体待定） |
| 解放大街 | -                        | 长安区          | 地下（站台形式未定） | 未定 | 2027年（具体待定） |
| 建和桥 | 2                        | 长安区          | 地下（站台形式未定） | 未定 | 2027年（具体待定） |
| 名门街 | -                        | 长安区          | 地下（站台形式未定） | 未定 | 2027年（具体待定） |
| 体育北大街 | -                        | 长安区          | 地下（站台形式未定） | 未定 | 2027年（具体待定） |
| 光华路 | 4                        | 长安区          | 地下（站台形式未定） | 未定 | 2027年（具体待定） |
| 谈固北大街 | -                        | 长安区          | 地下（站台形式未定） | 未定 | 2027年（具体待定） |
| 注释 |                          |                 |                      |      |                    |
| - 5号线正在建设中，除与既有线路的换乘站外，其余新建车站最终名称须以有关部门批复为准。 - 所有以斜体标识的线路和车站均未开通。 |                          |                 |                      |      |                    |
| 论 编 |                          |                 |                      |      |                    |